# Station Boulainvilliers
Station Boulainvilliers is een spoorwegstation aan de spoorlijn Ermont-Eaubonne - Champ-de-Mars. Het ligt in het 16e arrondissement van Parijs.

## Geschiedenis
Het station is op 12 april 1900 geopend op de aansluitende spoorlijn van de Ligne d'Auteuil naar Champs-de-Mars, na de opening van deze spoorverbinding naar Invalides vanwege de wereldtentoonstelling van 1900. In 1985 werd deze in 1964 gesloten spoorlijn verbouwd in verband met de aanleg van de RER C, het deeltraject waaraan dit station ligt ging deel uitmaken van de spoorlijn Ermont-Eaubonne - Champ-de-Mars.

## Ligging
Het station ligt op kilometerpunt 3,618 van de spoorlijn Ermont-Eaubonne - Champ-de-Mars (nulpunt tussen Invalides en Musée d'Orsay).

## Diensten
Het station wordt aangedaan door treinen van de RER C tussen Pontoise en Massy-Palaiseau of Pont-de-Rungis - Aéroport d'Orly. Sommige treinen hebben in plaats van Pontoise Montigny - Beauchamp als eindpunt, in verband met capaciteitsproblemen.

## Aansluitingen
- Metro:  (station La Muette)
- RATP-busnetwerk: 3 lijnen
- Noctilien: 1 lijn

## Vorig en volgend station
| Richting                            | Vorig station       | Lijn  | Volgend station             | Richting                                                |
| ----------------------------------- | ------------------- | ----- | --------------------------- | ------------------------------------------------------- |
| Pontoise C1 Montigny - Beauchamp C3 | Avenue Henri Martin | RER C | Avenue du Président Kennedy | Massy-Palaiseau C2 Pont-de-Rungis - Aéroport d'Orly C12 |